# Nordland II
A Nordland II a svéd Bathory tizenkettedik nagylemeze, mely 2003-ban jelent meg. A második rész talán még az elsőnél is jobban sikerült, ez már tényleg odatehető a legjobb lemezeik mellé. A hangzás az első részhez hasonlóan nyers, a gitárok lávaként fortyognak. A hangulat megteremtésében fontos szerepet töltenek be a viking témájú szövegek. Az első rész megjelenése óta csak néhány hónap telt el, de a rajongók máris kilenc újabb tételen keresztül barangolhatták be észak csodás tájait. A Sea Wolf fülberagadó kórusaival, a Vinland pedig méltóságteljes hömpölygésével okoz emlékezetes perceket, de a lemez egyik legjobb refrénjével büszkélkedő Death And Resurrection Of A Northern Son is kiemelést érdemel, csakúgy mint a több részből álló, epikus The Wheel Of Sun. E lemez méltó befejezése Quorthon művészetének.

## Számlista
1. "Fanfare" – 3:37
2. "Blooded Shore" – 5:46
3. "Sea Wolf" – 5:26
4. "Vinland" – 6:39
5. "The Land" – 6:23
6. "Death and Resurrection of a Northern Son" – 8:30
7. "The Messenger" – 10:02
8. "Flash of the Silverhammer" – 4:09
9. "The Wheel of Sun" – 12:27
10. (Instrumental) – 0:24

## Közreműködők
- Quorthon - gitár, basszusgitár, ének, dob, billentyűsök
- Kristian Wåhlin - borító